# Fluorid bismutitý
Fluorid bismutitý je anorganická sloučenina s chemickým vzorcem BiF3. Je to šedobílý prášek s teplotou tání 649 °C. V přírodě se vyskytuje jako vzácný minerál gananit.

## Příprava
Fluorid bismutitý může být připraven reakcí oxidu bismutitého s kyselinou fluorovodíkovou:
Bi2O3 + 6 HF → 2 BiF3 + 3 H2O
Lze jej také připravit reakcí chloridu-oxidu bismutitého s kyselinou fluorovodíkovou:
BiOCl + 3 HF → BiF3 + H2O + HCl
Reakcí hydroxidu bismutitého s kyselinou fluorovodíkovou nevzniká čistý fluorid bismutitý, ale fluorid-oxid (BiOF).

## Struktura
α-BiF3 je krychlové krystalové soustavy (Pearsonův symbol cF16, prostorová grupa Fm-3m, číslo 225). Fluorid bismutitý má strukturu stejnou jako některá intermetalika, jako Mg3Pr, Cu3Sb, Fe3Si, a AlFe3, stejně jako hydrid LaH3. Elementární buňka je plošně centrovaná kubická mřížka.
β-BiF3 má strukturu typu fluoridu yttritého.

## Reakce
Fluorid bismutitý s vodou nereaguje a je v ní téměř nerozpustný. Nevytváří snadno komplexy, ale komplexy BiF3.3HF a BiF -
4  v NH4BiF4 jsou známé. Adiční sloučenina H3BiF6 je hydrolyzována vodou za vzniku fluoridu-oxidu bismutitého.

## Využití
Fluorid bismutitý byl studován jako možný elektrodový materiál pro lithiové baterie a jako luminiscenční materiál pro luminofory s lanthanem.